# ブードップ県

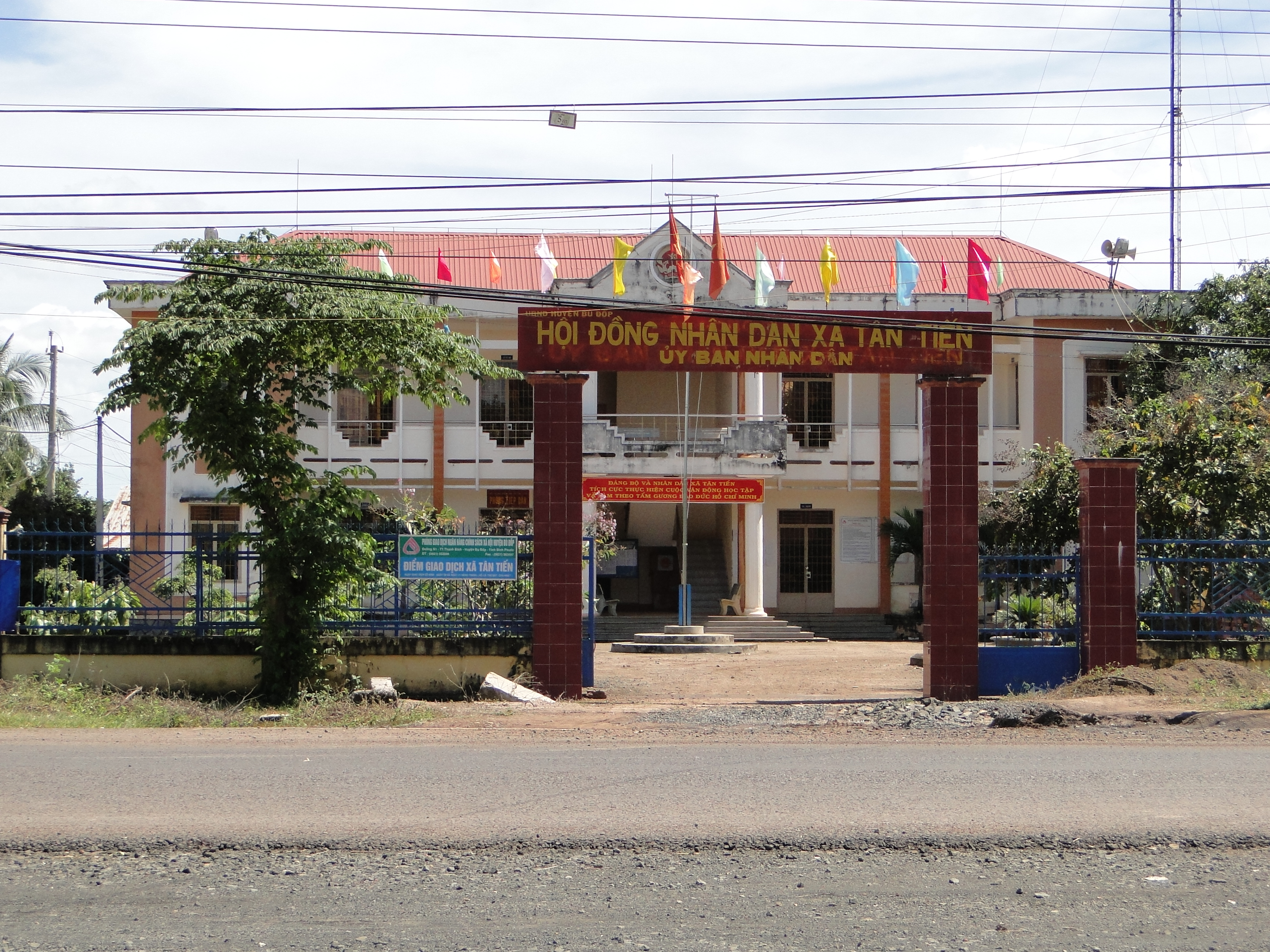

ブードップ県（ブードップけん、ベトナム語：Huyện Bù Đốp / 縣蒲𧎛?）は、ベトナムビンフオック省の県である。人口は2003年時点で50,253人、面積は377.5km2である。

## 行政区画
1市鎮6社を管轄する。